# Veltheim am Fallstein
Veltheim am Fallstein is een plaats en voormalige gemeente in de Duitse deelstaat Saksen-Anhalt, en maakt deel uit van de Landkreis Harz.
Veltheim am Fallstein telt 500 inwoners.

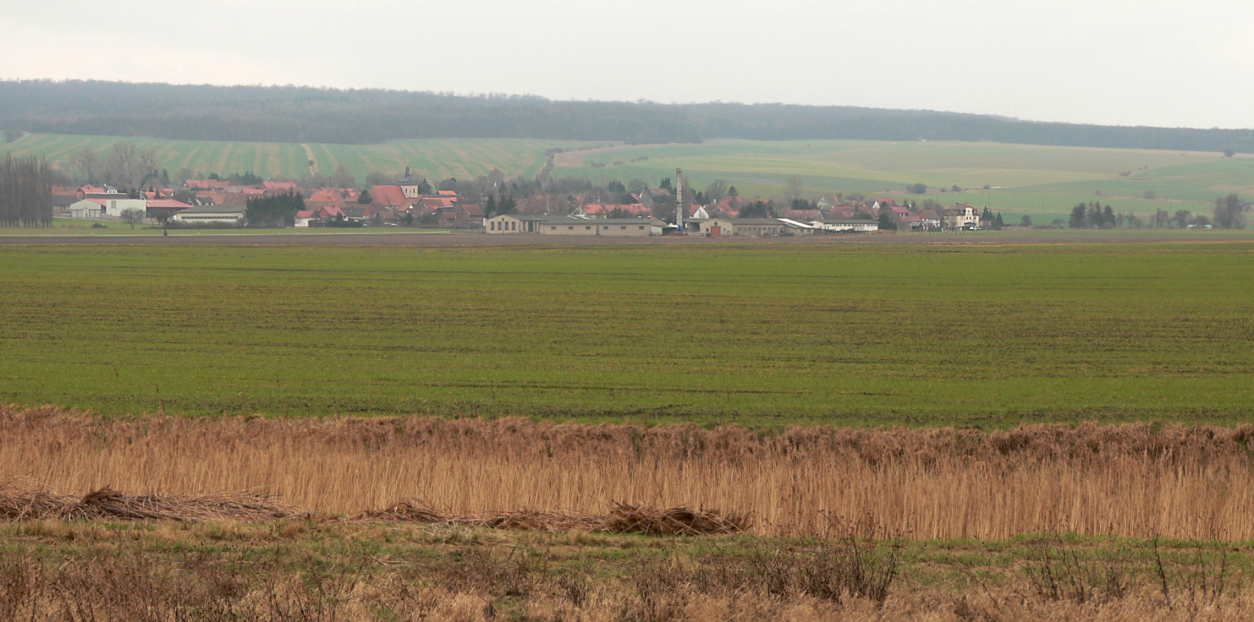
Uitzicht op Veltheim am Fallstein
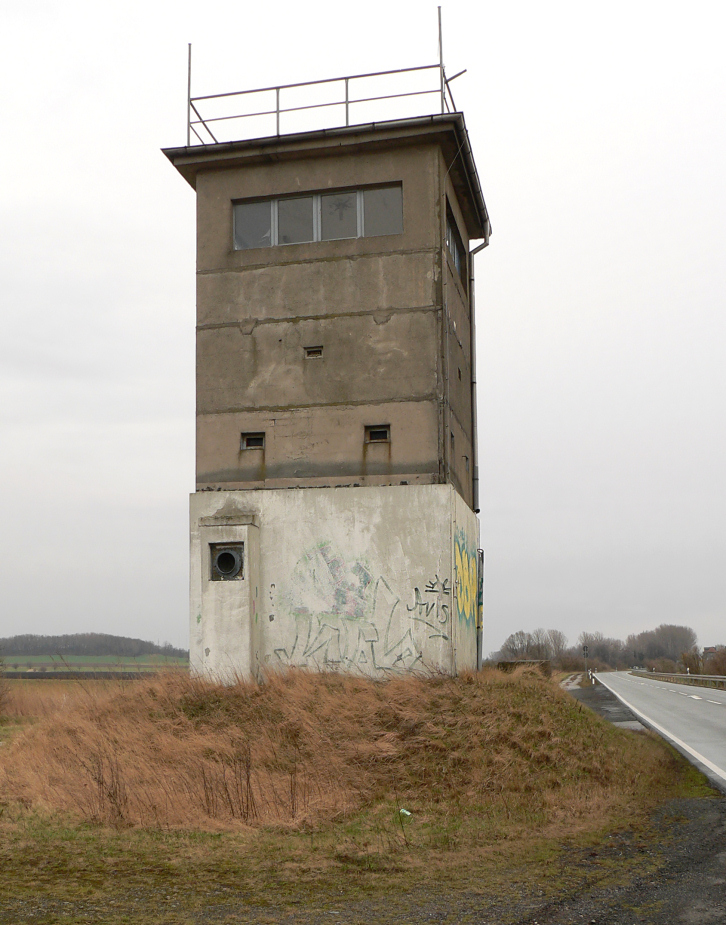
DDR grenstoren op de Hessendam